# Salvadoraceae
Salvadoraceae es una familia de planta del orden Brassicales. Comprende tres géneros que suman alrededor de 12 especies y que encuentran en África, incluyendo Madagascar, el sudeste de Asia y también se han encontrado en Java, lo que sugiere que se encuentran probablemente en gran parte de Malasia. Se encuentran a menudo en áreas cálidas y secas.
Salvadoraceae fue colocada previamente en el orden Celastrales, pero se coloca ahora en Brassicales.

## Géneros
- Azima
- Dobera
- Salvadora

## Sinónimo
- Azimaceae